# Ошане
Ошане (болг. Ошане) — село в Болгарии. Находится в Видинской области, входит в общину Белоградчик. Население составляет 73 человека.

## Политическая ситуация
Ошане подчиняется непосредственно общине и не имеет своего кмета.
Кмет (мэр) общины Белоградчик — Емил Евгениев Цанков (независимый) по результатам выборов в правление общины.